# Battaglia di Compiègne
L'assedio di Compiègne fu l'ultima azione militare di Giovanna d'Arco: la sua carriera di comandante cessò con la cattura durante una scaramuccia davanti alla città il 23 maggio 1430. Sebbene tale evento per molti aspetti fosse un assedio minore, tuttavia la perdita del più carismatico e brillante comandante francese costituì un fatto eclatante della guerra, sia dal punto di vista politico che militare.

## Antefatto
Verso l'ultimo periodo della guerra dei cent'anni, il duca Filippo III di Borgogna, politicamente indipendente, era alleato dell'Inghilterra, governata dal reggente Giovanni, duca di Bedford. Questi due personaggi avevano assoggettato gran parte della Francia settentrionale nel corso dei due lustri precedenti. Gli stessi subirono però rilevanti perdite nel 1429, grazie ad un rinvigorito esercito francese, guidato congiuntamente da Giovanna d'Arco e dal duca Giovanni II di Alençon.
I francesi, infatti, avevano inflitto una sconfitta devastante agli inglesi nella battaglia di Patay il 18 giugno 1429 ed avevano marciato verso nordest per incoronare Carlo VII di Francia a Reims, senza ulteriori resistenze, accettando la resa delle principali città sul loro cammino. Compiègne non era sul predetto percorso, essendo a nord di Parigi e prossima agli avamposti borgognoni, ma fedele a Carlo VII.

## I fatti

### Preparazione
Nel gennaio 1430, Giovanna si era recata a Bourges, presso la regina; in seguito, dopo essere passata da Orléans, aveva raggiunto la corte a Sully-sur-Loire, ove aveva potuto assistere agli sforzi, vani, delle trattative diplomatiche tra Carlo VII e la Borgogna. Tra le clausole del trattato di alleanza, che non sarà mai portato a compimento, vi era anche la consegna della città di Compiègne alla custodia Borgognona. All'intimazione fatta dal Conte di Clermont affinché quest'ultima rendesse le chiavi ai borgognoni, tuttavia, gli abitanti di Compiègne opposero un fermo rifiuto, e quest'ultima rimase in mano francese, custodita dal capitano Guglielmo di Flavy.
Nell'aprile dello stesso anno il duca Filippo il Buono di Borgogna aveva ripreso le ostilità, riunendo il proprio esercito a Péronne, ed affidandone l'avanguardia a Jean de Luxembourg, mentre un nuovo corpo d'armata inglese sbarcava a Calais, insieme al giovane re Enrico VI d'Inghilterra, accolto dal Duca di Bedford. L'avanzata borgognona si diresse verso le principali piazzeforti francesi, di cui Compiègne risultava strategicamente importante, mentre il duca di Bedford proteggeva l'Île-de-France e Parigi, entrambe sotto il controllo anglo-borgognone.
Il 6 maggio Regnault de Chartres, arcivescovo di Reims e cancelliere di Francia, annunciava formalmente la rottura dei trattati con la Borgogna. Giovanna, intuito il pericolo, aveva abbandonato la corte senza neppure prendere congedo, accompagnata dal suo attendente, Jean d'Aulon, in marzo, a capo di un'armata di mercenari piemontesi agli ordini di Bartolomeo Baretta, partecipando ad alcuni scontri presso Melun e Lagny e raggiungendo Compiègne il 6 maggio. Il numero degli effettivi crebbe considerevolmente lungo il tragitto, tanto da raggiungere, all'ingresso in città, quattrocento lance (ossia almeno 1200 armati).

### Il combattimento
Nei giorni seguenti ci furono diverse azioni belliche minori, dapprima in difesa di Choisy-le-Bac, che, difesa da Luigi di Flavy (fratello di Guglielmo, governatore di Compiègne), dovrà tuttavia arrendersi il 26 maggio ai borgognoni, quindi nel tentativo di riconquistare Pont-l'Evêque. Giovanna tentò un ulteriore assalto passando per Soissons, accompagnata da Regnault di Chartres e dal conte Luigi di Vendôme. Il governatore, Richard Bournel, accettò di far passare la Pulzella, l'arcivescovo e il conte, ma non l'esercito.
Così, Giovanna dovette rinunciare e rientrò in Compiègne passando per Crépy-en-Valois. Qui, ideò insieme a Guglielmo di Flavy un assalto a sorpresa contro i borgognoni a Margny. Jean de Luxembourg, che incrociava in quei paraggi, notò l'azione per caso, durante una perlustrazione del territorio, e chiamò le sue truppe. I rinforzi giunsero da Venette e Clairoix e respinsero i francesi. Giovanna, dopo aver respinto tre volte l'assalto nemico, ordinò una ritirata e la protesse restando in coda al suo schieramento.

### La cattura di Giovanna d'Arco
Gli eventi successivi sono tuttora poco chiari. Le porte delle città si chiusero prima che tutti i soldati francesi potessero rientrarvi. Fu un'azione volta a prevenire l'ingresso dei borgognoni nel centro abitato o, forse, un atto di tradimento ordito dai nemici della Pulzella per sbarazzarsi della sua ingombrante presenza. Riportando le parole di Kelly deVries: «Sia gli accusatori che i difensori devono fare a turno per accusare o sostenere la figura di Guglielmo di Flavy ed il ruolo che ebbe nell'eliminare qualsiasi possibilità di fuga per Giovanna d'Arco quel giorno».
L'amicizia tra il governatore e Georges de La Tremoïlle, membro della corte da sempre ostile a Giovanna, e voci successive, oltre all'effettiva illogicità della misura, proverebbero, secondo alcuni, il tradimento di Flavy, accordatosi con il nemico anglo-borgognone. Infatti, fu la porta della palizzata della controscarpa che circonda il ponte sull'Oise a precludere la ritirata a Giovanna; quindi, un elemento che non avrebbe compromesso in modo significativo la salvezza della città, quand'anche fosse caduto in mani nemiche: il ponte e la porta di Notre-Dame nelle mura della città erano ben difesi e sulle mura stesse vi erano numerosi pezzi d'artiglieria.
Secondo altri, l'ipotesi del tradimento è plausibile ma è altrettanto probabile che l'ordine di Flavy sia stato, invece, dettato esclusivamente dall'ansia per la salvezza della città di cui era governatore, nella confusione della battaglia. La retroguardia francese non poté trovare riparo. Giovanna fu strattonata da cavallo e dovette arrendersi al Bastardo di Wandonne; con lei, furono fatti prigionieri il fratello, Pierre, e l'intendente, Jean D'Aulon, che l'avevano seguita. Qui di seguito la descrizione fornita dal cronista Georges Chastellain:
Giovanna fu consegnata dal Bastardo di Wandonne a Jean de Luxembourg come prigioniera di guerra e in seguito condotta a Margny, ove incontrò il Duca di Borgogna Filippo il Buono. La difesa di Compiègne fu coronata da successo ma la cattura di Giovanna d'Arco gettò nello sconforto le armate francesi e la stessa popolazione. Il re Carlo VII dovette scrivere alle città in ansia, ed in particolare a Reims, assicurando un immediato invio di truppe francesi e scozzesi.